# Otomys cuanzensis
Otomys cuanzensis és una espècie de mamífer rosegador de la família dels múrids. És endèmic del centre-oest d'Angola, on viu a altituds d'entre 1.000 i 2.500 msnm. Els seus hàbitats naturals són els herbassars i aiguamolls montans. És una espècie en risc mínim, és a dir, no sembla que hi hagi cap amenaça significativa per a la seva supervivència. El seu nom específic, cuanzensis, significa 'del Cuanza' en llatí.